# Маріуш Машинський
Маріуш Машинський (пол. Mariusz Maszyński; 29 липня 1888, Варшава — 6 серпня 1944, Варшава) — польський актор, декламатор, художник, драматург.

## Біографія
Син композитора Петра Машинського, брат актора Юліана Кшевінського та художниць Станіслави та Галини Машиньських. Вивчав архітектуру у Львівській політехніці, але його професійне життя було пов'язане переважно з акторською діяльністю. З 1917 пов'язаний з польським театром. Здобув популярність завдяки ролям у таких виставах, як «Помста» Фредро, «Сірано де Бержерак» Ростана, «Ревізор» Гоголя чи «Варшавський Мурзин» Слонімського. Крім виступів на театральних сценах, він знявся в декількох фільмах. Був декламатором — читав, між іншим, на Польському радіо. казки для дітей. Також брав участь у дубляжі французьких фільмів. Крім того, він є автором 3 комедій.
З іншого боку, він використав свій малярський талант, щоб зробити опис варшавських пам'яток часів Першої світової війни. Роботи цього періоду були виставлені в галереї «Zachęta» в 1920 році. Його пристрастю також було колекціонування та збереження антикварних меблів.
Загинув у серпні 1944 року під час Варшавського повстання. Разом із дружиною та сестрами був розстріляний членами РОНА у варшавському районі Охота, де він жив. Похований на Повонзькому цвинтарі (пл. 23-3-25/26).